# Ola Brynhildsen
Ola Brynhildsen (* 27. April 1999 in Bærum) ist ein norwegischer Fußballspieler. Seit 2023 steht der Flügelspieler beim FC Midtjylland unter Vertrag und ist seit 2025 an den MLS-Club Toronto FC verliehen.

## Karriere

### Stabæk Fotball
Von 2014 bis 2017 war Brynhildsen im Jugendbereich beim Stabæk Fotball tätig, ehe er im November 2017 in den Profibereich aufstieg. Am 22. Oktober 2017 gab er sein Debüt im Ligaspiel gegen Tromsø IL, das mit 1:2 verloren wurde.

### Molde FK
Im Sommer 2020 wechselte er zum Ligakonkurrenten Molde FK und unterschrieb einen Zweijahresvertrag.

### FC Midtjylland
Im September 2023 unterschrieb er einen Vierjahresvertrag beim dänischen Topklub FC Midtjylland. Ab September 2024 wurde er für den Rest des Jahres zurück an Molde verliehen. Für 2025 wurde er schließlich an den MLS-Franchise Toronto FC verliehen.

## Nationalmannschaft
Nach Einsätzen in der U19-, U20- und U-21-Nationalmannschaft kam er im November 2022 und März 2023 bei jeweils zwei Freundschaftsspielen in der A-Nationalmannschaft zum Einsatz.